# Rehmiodothis lamulera
Rehmiodothis lamulera är en svampart som beskrevs av Chardón 1934. Rehmiodothis lamulera ingår i släktet Rehmiodothis och familjen Phyllachoraceae.   Inga underarter finns listade i Catalogue of Life.